# Bruno Pallesi
Bruno Augusto Cesare Pallesi (Milano, 1º gennaio 1921 – Milano, 7 giugno 1987) è stato un cantante, paroliere e produttore discografico italiano, famoso negli anni cinquanta.

## Biografia
Inizia la carriera di cantante in radio durante la seconda guerra mondiale, incidendo per La Voce del Padrone.
Partecipa al Festival di Sanremo 1955 in coppia con Nuccia Bongiovanni, classificandosi terzo con Canto nella valle.
Continua poi la carriera come paroliere, spesso in collaborazione con il musicista Walter Malgoni: tra le sue canzoni più note si possono citare Guarda che Luna,Tua e Sabato sera.
Oltre ad aver fondato le etichette musicali Polaris e New Polaris, è stato il patron del Festival di Sanremo 1975.
Muore sessantaseienne nella sua Milano.

## Canzoni scritte da Bruno Pallesi
Nella sua carriera ha scritto più di 400 canzoni, la maggior parte delle quali in collaborazione con Walter Malgoni. 
Per ogni brano vengono indicati il primo interprete, gli autori della musica e gli eventuali collaboratori al testo.
- 1946 - Buonanotte angelo mio per Alberto Rabagliati, Luciano Tajoli (con Danpa; musica di Mac Gillar)
- 1958 - Grande come il mare per Johnny Dorelli (musica di Johnny Dorelli)
- 1958 - Non potrai dimenticare per Natalino Otto, Carla Boni e Gino Latilla (musica di Walter Malgoni)
- 1959 - Forte forte per Gino Corcelli (musica di Umberto Prous)
- 1959 - Tua per Jula de Palma e Tonina Torrielli (musica di Walter Malgoni)
- 1959 - Guarda che luna per Fred Buscaglione (musica di Walter Malgoni; firmata con lo pseudonimo di Elgos)
- 1960 - Noi per Jula de Palma e Tony Dallara (musica di Walter Malgoni)
- 1962 - Tango italiano per Sergio Bruni e Milva (musica di Walter Malgoni)
- 1963 - Amor, mon amour, my love per Claudio Villa e Eugenia Foligatti (in collaborazione con Pinchi; musica di Walter Malgoni)
- 1963 - Mamaluk per Milva (in collaborazione con Pinchi; musica di Walter Malgoni)
- 1964 - Sabato sera per Bruno Filippini (musica di Walter Malgoni)
- 1964 - Sciocca per Caterina Caselli (musica di Barkan - Raleigh)
- 1965 - Un altro giorno verrà per Iva Zanicchi (musica di Kaye e Springer)
- 1966 - Ora che cosa farai per i Pooh (musica di Pete Townshend)
- 1967 - Una ragazza per Donatella Moretti e Bobby Goldsboro (in collaborazione con Vito Pallavicini; musica di Walter Malgoni)
- 1967 - Soltanto Il Sottoscritto per Johnny Dorelli (musica di Johnny Dorelli)

## Discografia parziale

### Singoli
- 1941: Serenata a Torino / Non passa più (La voce del padrone [da qui in avanti: VP], HN 2006)
- 1944: Non lo dir bambina spensierata / Ti voglio bene e non lo sai (VP, AV 575; solo lato B, lato A cantato da Renato Grimaldi)
- 1945: Serenata a Vallechiara / Chattanooga Choo Choo (Il treno della neve) (VP, AV 666)
- 1945: Besame Mucho / Amor...amor...amor... (VP, AV 682)
- 1945: Goodbye Milanesina / T'amo (VP, AV 683)
- 1947: Toute la semaine (Tutta la settimana) / La mer (Il mare) (VP, HN 2249)
- 1948 - Il re del Portogallo (Panzeri - Rizza) samba / Cicci Cicci (Codi - Pinchi) canzone  -  - compl. Pizzigoni (VP, HN 2416)
- 1948 - Esclava (de mi sueno) (D'anzi - Bracchi) rumba beguine - compl. Pizzigoni / Ricordati ragazzo [Nature boy] (Ahbez Eden - Devilli) valzer lento - compl. Nino Gatti (VP, HN 2421)
- 1954: Goodbye Jane / Cherchez La Femme (Cetra, DC 6192)
- 1954 - Baiao faz balancar (Dunhan - Noriega) samba [con Irene d'Areni] / Comprate i miei fiori (Vietti - Jacobbi) valzer dal film 'La strada' [canta Irene d'Areni] - orch. F. Ferrari (Cetra DC 6218)
- 1959 - Historia de un amor/Ti vorrei (Fontana Records, 270 513)
- 1960 - Noi/Amore senza sole (Fontana Records, 270 548 XF)
- 1961 - Gigolò/Telefonami (Primary, CRA 91807)
- 1963 - Non sapevo/Amour, mon amour, my love (The Red Record, 10219)

#### Singoli Flexy-disc
Sono incisi da un solo lato e allegati in omaggio alla rivista Il Musichiere:
- 1959 - Tua (The Red Record, N. 20011) (Il Musichiere N° 22, 4 giugno)
- 1959 - Illudimi ancora (The Red Record, N. 20033) (Il Musichiere N° 44, 5 novembre)